# Pays d’Aillou
Das Pays d’Aillou (älter: Pays d’Alion) ist ein Hochplateau in den französischen Pyrenäen und liegt auf durchschnittlich 1200 m zwischen den Orten Ax-les-Thermes und Belcaire.

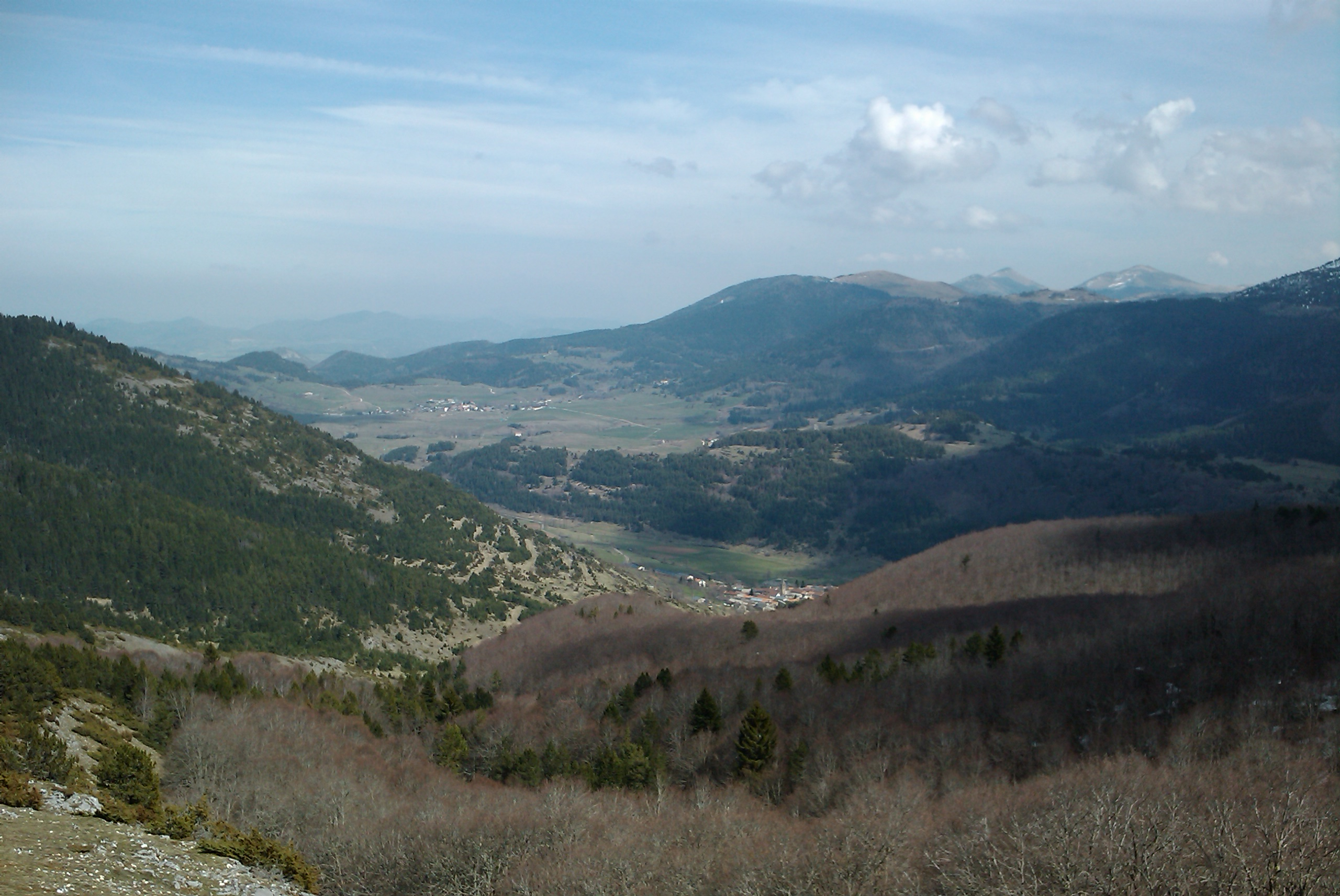
Das Pays d'Aillou mit Prades im Vordergrund. Im Hintergrund Camurac, dazwischen der Mont d'Aillou

## Geografie
Das Hochplateau liegt in den französischen Pyrenäen auf einer durchschnittlichen Höhe von 1200 m über dem Meeresspiegel. Es grenzt an die Landschaften des Sabarthès im Norden und Donezan im Süden. Im Osten geht das Pays d’Aillou in das Plateau de Sault über, im Westen liegt das Ariège-Tal.
Das Pays d’Aillou wird geografisch begrenzt
- im Osten durch den Col de Sept Frères,
- im Westen durch den Col de Chioula,
- im Norden durch den Pic Fourcat,
- im Süden durch den Pic de Serembarre.

Ein schmaler, kaum 170 m hoher und knapp 3 km langer Höhenzug, der Mont d’Aillou, durchzieht das Plateau.
Der Fluss Hers (streng genommen Hers-Vif), der unterhalb des Col d'En Ferret (unweit des Col du Chioula) entspringt, durchquert das Plateau von Süd-West nach Nord-Ost und verlässt es durch die Gorges de la Frau.
Vier Ansiedlungen befinden sich auf dem Plateau: im Westen befindet sich der Ort Prades, Montaillou liegt an der Erhebung des Mont d'Aillou etwas südöstlich von Prades, Camurac, der größte Ort, liegt am Ostrand am Übergang zum Plateau de Sault, und im Norden, am Eingang zur La Frau-Schlucht, liegt Comus.

## Geschichte
Die erste feste Besiedlung dieses Hochplateaus wird auf das 10. Jahrhundert datiert. Zu der Zeit oder kurz danach entstanden die heutigen vier Orte. Bis zum Ende des 13. Jahrhunderts gehörte das Land den Herren von Alion und Usson. Nach dem Fall der Festung Montségur 1244 wurde das Pays d’Aillou in zwei Herrschaftsbereiche unterteilt:
- die Herrschaft Montaillou und Prades, die der Grafschaft Foix unterstellt wurde, und
- die Herrschaft Camurac und Comus, die später von Belcaire aus verwaltet wurde.

Mitte des 13. Jahrhunderts wurde das Land zu einem Rückzugsgebiet für die verfolgten Katharer. Ab 1296 entwickelte sich von hier aus die Renaissance der katharischen Bewegung durch den Parfait Pierre Authié († 1310), Notar aus Ax-les-Thermes.
Im 17. Jahrhundert wurde auch dieser Landstrich von der Pest heimgesucht.
In der Grafschaft Foix verblieb die Seigneurie Prades et Montaillou bis zu ihrem Verkauf 1757 an Traversier de Montauriol, Herr von Amplaing. Seine Familie wurde jedoch durch die Gebietsreform knapp 50 Jahre später enteignet und das Pays d’Aillou auf zwei Départements aufgeteilt: Prades und Montaillou kamen zum Département Ariège, Cormus und Camurac zum Département Aude.

## Bevölkerung
Der überwiegende Teil der Bevölkerung lebt in den vier Ansiedlungen.
| Orte       | 1962 | 1968 | 1975 | 1982 | 1990 | 1999 | 2006 |
| ---------- | ---- | ---- | ---- | ---- | ---- | ---- | ---- |
| Montaillou | 41   | 45   | 37   | 20   | 27   | 14   | 10   |
| Prades     | 88   | 97   | 73   | 67   | 53   | 47   | 50   |
| Camurac    | 141  | 160  | 176  | 134  | 149  | 132  | 120  |
| Comus      | 97   | 127  | 96   | 67   | 46   | 39   | 44   |
| Gesamt     | 367  | 429  | 382  | 288  | 275  | 232  | 242  |

Die Bevölkerungsentwicklung in den letzten Jahrzehnten ist unverändert rückläufig. Die Landflucht hat hier noch kein Ende gefunden.

## Wirtschaft
Das Pays d’Aillou ist geprägt von der Vieh- und Forstwirtschaft. Ackerbau gibt es nur vereinzelt. Industrie fehlt gänzlich.
Die einzige Durchgangsstraße stellt die Route départementale D 613 von Ax-les-Thermes nach Belcaire dar. An ihr liegen die Orte Prades und Camurac. Montaillou ist über die D 105 und Comus über die D5 und D 20 zu erreichen.
In den letzten Jahren entdeckte man den Tourismus für dieses Gebiet:
- im Ariège setzt man mehr auf den „Katharer-Tourismus“ und
- im Aude mehr auf Wintersport und Wandertourismus.

Jedoch befindet sich sowohl das Angebot als auch die Infrastruktur noch in den Anfängen.